# Danka Imre
Danka Imre (Szombathely, 1930. december 24. – 2014. május 3.) válogatott labdarúgó, kapus.
A bányaipari technikumot Pécsett végezte el 1962-ben. Nyugdíjba vonulásáig a MÉV-nél főaknász volt.

## Pályafutása

### Klubcsapatban
1954-ig a Szombathelyi BÜSZ csapatának kapusa volt. 1955 januárjában a Komlói Bányászba igazolt, de ekkor kapta meg az NB I-es jogot a Pécsi Dózsa, ezért ide irányították. Első NB I-es szereplésére a negyedik fordulóban került sor az emlékezetes Budapesti Honvéd elleni mérkőzésen. A Kocsis, Puskás fémjelezte csatársor képtelen volt gólt lőni az újonc kapusnak. Ezt követően Puskás követelésére hívták meg a válogatott keretbe, és még ebben az évben a válogatottban is bemutatkozott. 
Egy súlyos sérülés hosszabb pihenésre kényszeríttette és ez kihatással volt karrierjére. A nyúlánk, 189 cm magas, kitűnő felépítésű, nagyszerű képességű  kapus a vonalon és a kapu előterében egyaránt biztosan mozgott. Olykor azonban könnyelmű, kockázatos megoldásokra is vállalkozott.
A pécsi együttessel két bajnoki hetedik helyezés a legjobb eredménye. 1965-ben vonult vissza.

### A válogatottban
1955–ben 4 alkalommal szerepelt az A válogatottban. A válogatott Északi túráján pályára lépett Norvégia, Finnország, Dánia ellen és ezt követően a Népstadionban Skócia válogatottja ellen. Ezenkívül többször volt kispados.
Hétszeres B-válogatott (1956–57). A B válogatottal 1957-ben részt vett a moszkvai Világifjúsági találkozón, ahol a torna döntőjébe jutottak.

## Sikerei, díjai
- Magyar bajnokság
  - 7.: 1955, 1961–62

## Statisztika

### Mérkőzései a válogatottban
| Magyarország | Magyarország    | Magyarország               | Magyarország | Magyarország | Magyarország | Magyarország | Magyarország | Magyarország |
| #            | Dátum           | Helyszín                   | Hazai        | Eredmény     | Vendég       | Kiírás       | Gólok        | Esemény      |
| ------------ | --------------- | -------------------------- | ------------ | ------------ | ------------ | ------------ | ------------ | ------------ |
| 1.           | 1955. május 8.  | Oslo, Ullevaal Stadion     | Norvégia     | 0 – 5        | Magyarország | barátságos   | -            |              |
| 2.           | 1955. május 15. | Koppenhága, Boldklub-pálya | Dánia        | 0 – 6        | Magyarország | barátságos   | -            |              |
| 3.           | 1955. május 19. | Helsinki, Olimpiai Stadion | Finnország   | 1 – 9        | Magyarország | barátságos   | -            |              |
| 4.           | 1955. május 29. | Budapest, Népstadion       | Magyarország | 3 – 1        | Skócia       | barátságos   | -            | 46'          |
|              | Összesen        |                            |              | 4            | mérkőzés     |              | 0            | gól          |